# Festival du film italien de Villerupt 2020
Le Festival du film italien de Villerupt 2020, 43e édition du festival, qui devait se dérouler du 23 octobre au 8 novembre 2020, est interrompu le 29 octobre en raison du deuxième confinement.

## Déroulement et faits marquants
Le 29 octobre 2020, l'annonce du deuxième confinement provoque l'arrêt du festival qui avait commencé depuis quelques jours.

## Sélection

### En compétition
- Shooting the Mafia de Kim Longinotto
- Paolo Conte, via con me de Giorgio Verdelli
- L'agnello de Mario Piredda
- Pour toujours (La dea fortuna) de Ferzan Özpetek
- Semina il vento de Danilo Caputo
- Storia di vacanze (Favolacce) de Damiano et Fabio D'Innocenzo
- Figli de Giuseppe Bonito
- Je voulais me cacher (Volevo nascondermi) de Giorgio Diritti
- Michel-Ange (Il peccato) d'Andreï Kontchalovski
- Notturno de Gianfranco Rosi
- Non odiare de Mauro Mancini
- Le sorelle Macaluso d'Emma Dante
- Rosa pietra stella de Marcello Sannino
- Gli anni amari d'Andrea Adriatico
- Gli anni più belli (Nos plus belles années) de Gabriele Muccino
- Cosa sarà de Francesco Bruni
- Padrenostro de Claudio Noce
- Tolo Tolo de Checco Zalone
- Mio fratello rincorre i dinosauri de Stefano Cipani
- La Politique de Nanni Moretti de Paolo Santoni et Xavier Barthélemy
- Hammamet de Gianni Amelio
- Est de Antonio Pisu
- Odio l'estate de Massimo Venier
- Gli uomini d'oro de Vincenzo Alfieri
- Palazzo di giustizia de Chiara Bellosi
- Il mio corpo de Michele Pennetta

### Panorama
- Spaccapietre de Gianluca et Massimiliano De Serio
- Prima che la notte de Daniele Vicari
- Dafne de Federico Bondi
- L'equilibrio de Vincenzo Marra
- Il colore nascosto delle cose de Silvio Soldini
- Drive Me Home de Simone Catania
- Citoyens du Monde (Lontano lontano) de Gianni Di Gregorio
- Vivere de Francesca Archibugi
- Nour de Maurizio Zaccaro
- Genitori quasi perfetti de Laura Chiossone
- Tutto il mio folle amore de Gabriele Salvatores
- La Fameuse Invasion des ours en Sicile de Lorenzo Mattotti
- Le Défi du champion (Il campione) de Leonardo D'Agostini
- Bentornato Presidente de Giancarlo Fontana et Giuseppe Stasi

### Portrait -Cristina Comencini
- Tornare
- Le Plus Beau Jour de ma vie (Il più bel giorno della mia vita)
- La Bête dans le cœur (La bestia nel cuore)
- Bianco e nero
- Latin Lover

### RétrospectiveAlberto Sordi
- Le Gynéco de la mutuelle (Il medico della mutua)
- Détenu en attente de jugement (Detenuto in attesa di giudizio)
- Le Célibataire (Lo scapolo)
- Le Cheik blanc (Lo sceicco bianco)
- Il maestro di Vigevano
- Mafioso
- La Plus Belle Soirée de ma vie (La più bella serata della mia vita)
- Profession Magliari (I magliari)
- L'Argent de la vieille (Lo scopone scientifico)
- Les Nouveaux Monstres (I nuovi mostri)

## Palmarès
- Amilcar du jury :
- Amilcar du jury jeunes :
- Amilcar du jury de la critique :
- Amilcar du jury des exploitants :
- Amilcar du public :
- Amilcar de la ville : Cristina Comencini